# هبئی ۲۵۰۵
سیارک ۲۵۰۵ (به انگلیسی: 2505 Hebei، نامگذاری:1975UJ) دو هزار و پانصد و پنجمین سیارک کشف شده‌است که در ۳۱ اکتبر ۱۹۷۵ کشف شد.
قدر مطلق سیارک برابر ۱۱٫۳۰ است.